# Rhipidura albiventris
Rhipidura albiventris là một loài chim trong họ Rhipiduridae.